# Gibson SG
Gibson SG je model elektrické kytary, který firma Gibson představila v roce 1961 jako Gibson Les Paul SG. SG Standard („SG“ označuje Solid Guitar) je nejprodávanějším modelem kytar Gibson všech dob.

## Historie
V roce 1960 se prodeje kytar Les Paul výrazně snížily, a proto byl tento model v roce 1961 přepracován. Tělo bylo ztenčeno a dva ostré výkroje umožnily lepší přístup k vrchním pražcům. Krk byl o trochu těžší, tělo již nebylo klenuté ale ploché a z jednoho kusu dřeva. Připojení krku se posunulo o tři pražce. Gibson chtěl také konkurovat oblíbenému Stratocasteru. Nově navržený model (stále nesoucí označení LP) byl oblíbený, ale Les Paul, jehož jméno bylo použito z minulé verze, s jeho použitím nesouhlasil, nová podoba se mu nelíbila. Gibson model přejmenoval na SG (solid guitar). Les Paulovo jméno bylo z kytar odstraněno už v roce 1961, ale plastový nápis Les Paul (mezi snímačem a hmatníkem) byl nadále na kytary montován až do roku 1963.

## Modely a varianty
Před jeho prvním uvedením v roce 1961, objevilo se spousta modelů nesoucích název SG. Kromě "Standard" a Jr modelu, tu byla také nejvyšší řada "Custom". V letech 1961–1963 se Custom modely nenazývaly SG, protože měly ještě původní Les Paul podpis mezi krkem a hmatníkem. Modely vyráběné během let 1961 a 1965 měly ještě původní malý pickguard; v roce 1966 byla kytara navržena s jiným připojením krku a větším symetrickým pickguardem. Tento design vydržel přibližně do roku 1970. V roce 1971 Gibson představil verzi s vystouplým pickguardem ve stylu Les Paul a vystouplým ovládacím panelem. Maestro, Lyre Vibrola a Bigsby vibrato se objevily jako další možnosti a byly představeny společně s novými modely jako SG-100 a SG-200 s dvěma single coil snímači, či luxusnějšími SG Pro a SG Deluxe. V roce 1973 se design vrátil k původnímu pickguardu a potenciometrům, ale s krkem více zasazeným do těla, připojeným u dvacátého pražce. Na konci sedmdesátých let ale bylo od toho to designu upuštěno.
SG Special byl představen jako konkurent SG Junior, a měl dva (P-90) snímače a volitelnou tremolo páku. Na tomto méně drahém modelu Gibson jako značky na hmatníku použil tečky, namísto pro něj klasických lichoběžníků. Tento model se vyráběl do roku 1990 a znovu se vrátil v roce 1995 jako SG Classic. Na model SG Special jsou v dnešní době montovány dva nekryté humbuckery.
V roce 1980 bylo poprvé SG představeno s aktivními snímači. Gibson experimentoval s SG, které obsahovalo stejnou Moog aktivní mechaniku jaká byla dříve použita na jiném modelu Gibson RD Artist. Výsledné SG mělo lehce tlustší tělo a bylo nazváno Gibson SG-R1. Gibson SG-R1 bylo z mahagonu s černým lesklým povrchem, bylo bez pickguardu a mělo extra přepínač k přepínání aktivního snímače. Kobylka byla napevno. The Gibson SG-R1 byla v roce 1981 přejmenována na Gibson SG Artist a nakonec byla výroba úplně zrušena. Vyrobilo se jich pouze dvě stě kusů.

## Podoby
Gibson nabídl mnoho variant povrchů a barev SG, či různé speciální edice, jako Special, Faded Special, Supreme, Tony Iommi Signature SG model, Angus Young Signature SG, 1961 Re-issue, Menace nebo Gothic, také různé repliky SG Standard a Custom ze šedesátých let.
Epiphone, společnost vlastněná Gibsonem, vyrábí levnější kopie známé jako G-400 nebo Elitist model, či kvalitní 61 SG japonskou repliku vyráběnou v letech 2001 - 2005. Některé z Epiphone modelů obsahují tabulku s Les Paulovým podpisem jako originální modely.

## SG versus Les Paul
SG má slabší tělo než Gibson Les Paul, a proto je i trochu lehčí; stejně tak profil krku, to se ale model od modelu liší. Tělo je většinou z mahagonu a vrchní deska je plochá. Hlavním vizuálním rozdílem je samozřejmě tělo, které je symetrické se zahnutými rohy. Standard SG má základní snímače i ovládací potenciometry (dva humbuckery a ovládání hlasitosti a tónové clony, třípolohový přepínač snímačů) stejné jako standardní Les Paul. Tři základní variace Les Paul modelu (Special, Jr., Custom) najdeme i u modelů SG.